# Мастильний матеріал

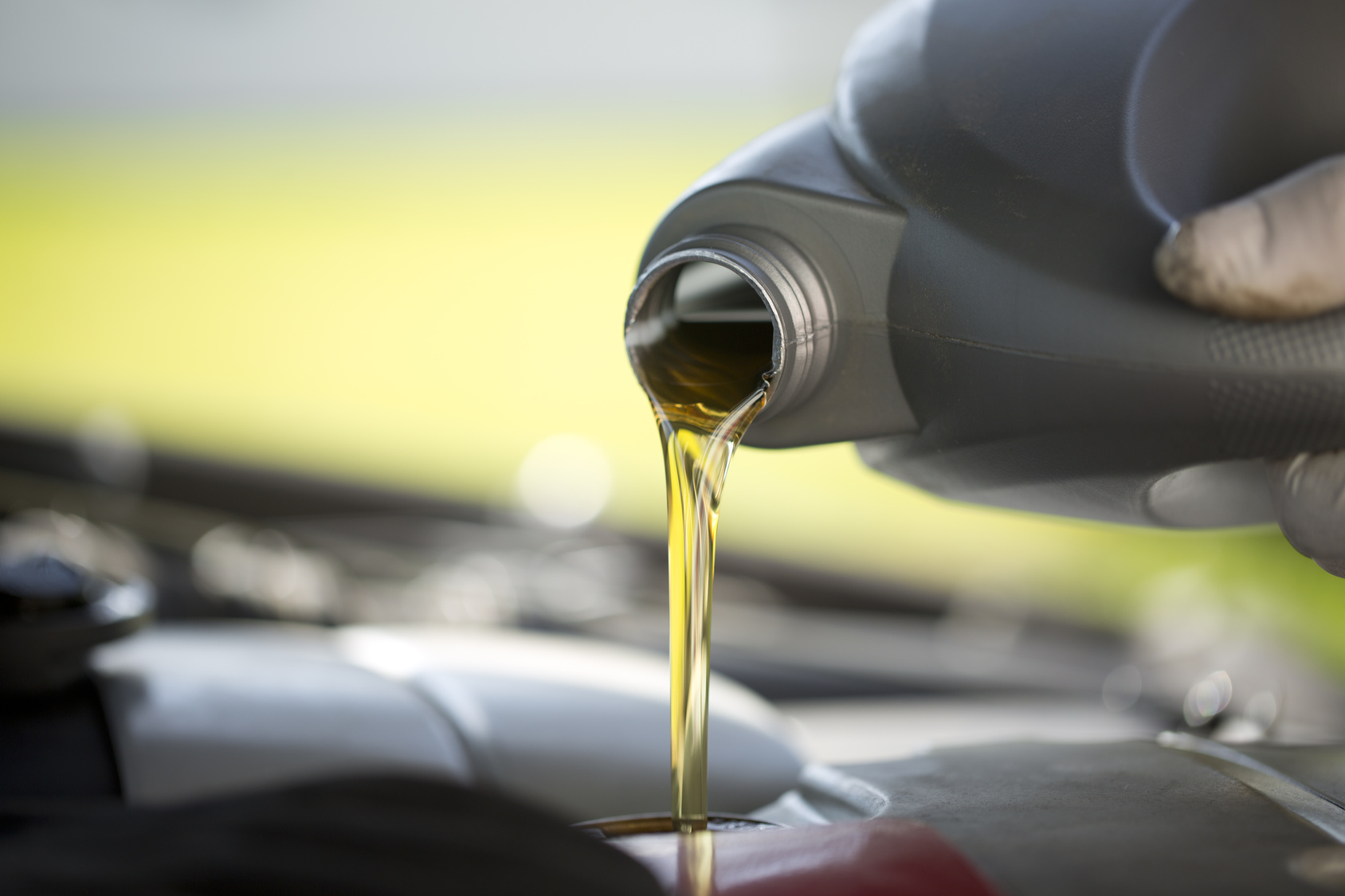
Заливання моторної оливи у двигун внутрішнього згоряння

Масти́льний матеріа́л (англ. lubricant) — матеріал, який підводять (наносять) до (на) поверхні тертя для зменшення сили тертя та (чи) зношування, що у свою чергу забезпечує збільшення навантажувальної спроможності механізмів.
За фізичним станом, у якому знаходяться мастильні матеріали, вони розподіляються на тверді, пластичні, рідинні та газуваті. Для змащення найчастіше використовуються рідинні (оливи) та пластичні (мастила) мастильні матеріали.

## Тверді мастильні матеріали
Тверді мастильні матеріали розподіляються на:
- тверді неорганічні мастильні матеріали; це такі матеріали, як графіт, дисульфід молібдену, диселенід молібдену, слюда, тальк, нітрид бору, алмазний нано-пил[3] тощо;
- тверді органічні мастильні матеріали; цей термін застосовують до твердих олив, мила, восків, пігментів, сажі та ін.;
- м'які метали — олово, свинець, цинк, індій, барій;
- полімерні мастильні матеріали — поліетилен, фторопласт, поліаміди тощо;
- хімічні та гальвано-хімічні покриття — сульфідні, фосфатні, оксидні.

## Пластичні (консистентні) мастильні матеріали

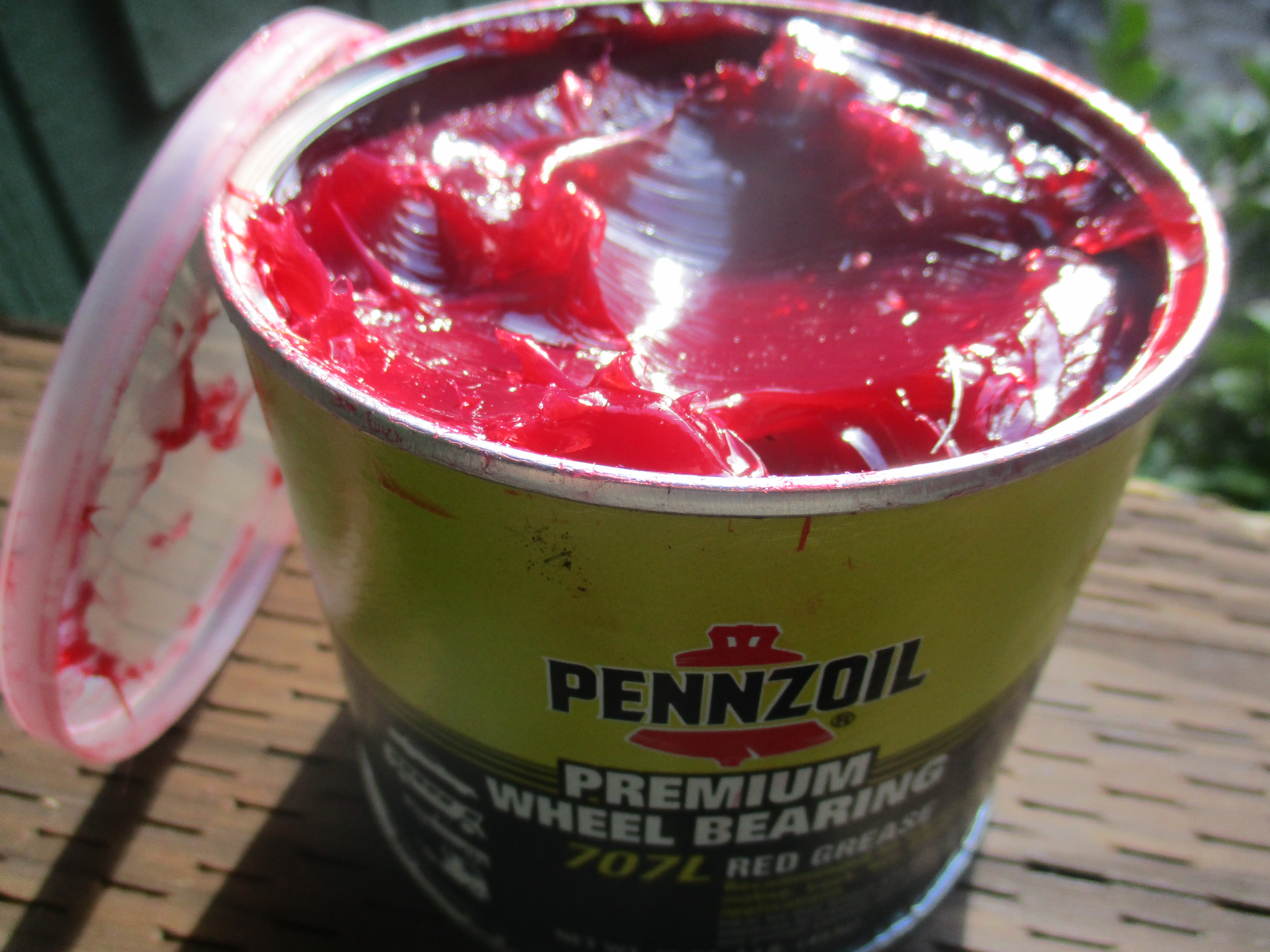
Автомобільне мастило для підшипників ступиць коліс

Пластичні мастильні матеріали або мастила — є нафтовими або синтетичними мастилами з додаванням багатофункційних присадок та загусника, у ролі якого використовуються мила вищих сортів жирних кислот, тверді вуглеводні (церезини, парафіни), термостійкі загусники (силікагель та сажа), неорганічні загусники (аеросил, змодифіковані глини) тощо.
Пластичні мастильні матеріали застосовують у таких випадках:
- для важконавантажених підшипників ковзання, що працюють при невеликих швидкостях в умовах граничного тертя з частими реверсами чи у повторно-короткочасному режимі;
- коли мастильний матеріал крім основного призначення використовується як защільник для захисту поверхні від потрапляння забруднювачів із навколишнього середовища;
- для створення захисної масляної плівки на поверхні тертя при тривалих зупинках;
- у вузлах тертя, доступ до яких утруднений або які можуть працювати тривалий час без поповнення мастилом;
- за потреби одночасного використання мастильного матеріалу для консервації та змащування механізму.

Основні характеристики, що слід враховувати при використанні пластичних мастильних матеріалів (мастил):
- в'язкість;
- границя міцності на зсув;
- температура крапання;
- пенетрація.

В'язкість пластичних мастильних матеріалів, на відміну від олив, залежить не лише від температури, але і від швидкості деформування. Значення в'язкості пластичного мастильного матеріалу, визначене при заданій швидкості деформування та температурі, є сталим і носить назву «ефективна в'язкість».
Границя міцності на зсув — мінімальне напруження зсуву, яке викликає перехід мастила до його в'язкого плину. Границя міцності на зсув характеризує здатність мастила утримуватись на рухомих деталях, витікати і витискатись із незагерметизованих вузлів тертя.
Температура крапання — температура падіння першої краплі пластичного нафтопродукту, який нагрівають у капсулі спеціального термометра. Зазвичай пластичні мастила застосовують за температур на 15–20 °C нижчих від температури крапання.
Пенетрація — показник, що характеризується глибиною проникнення стандартного конуса (голки) у нафтопродукт. Число пенетрації характеризує ступінь застигання пластичного мастильного матеріалу, який за ГОСТ 5346-78 визначається глибиною занурення у мастильний матеріал стандартного конуса пенетрометра за 5 с при температурі 25 °C та загальному навантаженні 150 гс і виражається у десятих частках міліметра.
Зарубіжні пластичні мастильні матеріали характеризуються ступенем застигання (консистенції) за класифікацією NLGI (англ. National Lubrication Grease Institute, США) від 000 (рідке консистентне мастило) до ступеня 6 (надзвичайно густе). Переважно для промислового застосування беруться мастила ступеня від 000 до 2.
Приклади мастил: літол, солідол, вазелін тощо.

## Рідинні мастильні матеріали (мастильні оливи)
Мастильні оливи або рідинні мастильні матеріали у своїй більшості є очищеними нафтовими оливами із спеціальними присадками, що дозволяють збільшити термін їхнього використання у 2–4 рази. Оливи без присадок застосовують для мащення малонавантажених високошвидкісних вузлів машин. Останнім часом у зв'язку з підвищенням екологічних вимог, зокрема до продуктів нафтоперероблення та нафтохімії, спостерігається світова тенденція виготовляти пластичні й рідинні мастильні матеріали на основі олій, перш за все ріпакової, соєвої, пальмової, генетично модифікованої соняшникової та деяких інших.
Основними характеристиками, що слід враховувати і які є спільними для всіх рідких мастильних матеріалів є:
- в'язкість;
- температура застигання;
- температура спалаху;
- кислотне число.

В'язкість — є однією з найважливіших характеристик мастильного матеріалу, що значною мірою обумовлює силу тертя між рухомими поверхнями, на які нанесено мастильний матеріал. Так як в'язкість є обернено пропорційною до температури (у діапазоні від -30 до +150 °C змінюється у тисячі разів) для стабілізації в'язкісно-температурних властивостей мастильних олив до їх складу додають спеціальні в'язкісні присадки, котрі відносно мало підвищують в'язкість базової оливи за низьких температур, але значно збільшують в'язкість при підвищених температурах. Значення в'язкості мастильного матеріалу завжди вказується для конкретного значення температури, зазвичай, це 40 °C.
Температура застигання — температура, за якої нафтопродукт втрачає рухомість (найнижча температура, при якій олива розпливається під впливом сили тяжіння). Поняття температури застигання використовується для визначення прокачуваності оливи трубопроводами та можливості змащення вузлів тертя, що працюють за понижених температур. Температура застигання має бути на 5–7 °C нижчою від температури, при якій олива повинна прокачуватись.
Температура спалаху — мінімальна температура, за якої в умовах спеціальних випробувань нафтопродукту над його поверхнею утворюється пара, здатна спалахнути від вогню без виникнення стійкого горіння. Температуру спалаху потрібно враховувати при подачі оливи до вузлів тертя, що працюють за підвищених температур. Температуру спалаху визначають у відкритому (частіше) або закритому тиглі (рідше).
Кислотне число — кількість міліграмів гідроксиду калію (КОН), витраченого на нейтралізацію вільних кислот, що містяться в 1 г нафтопродукту. При старінні оливи кислотне число зростає і часто саме воно є основним критерієм для заміни оливи у циркуляційних мастильних системах.

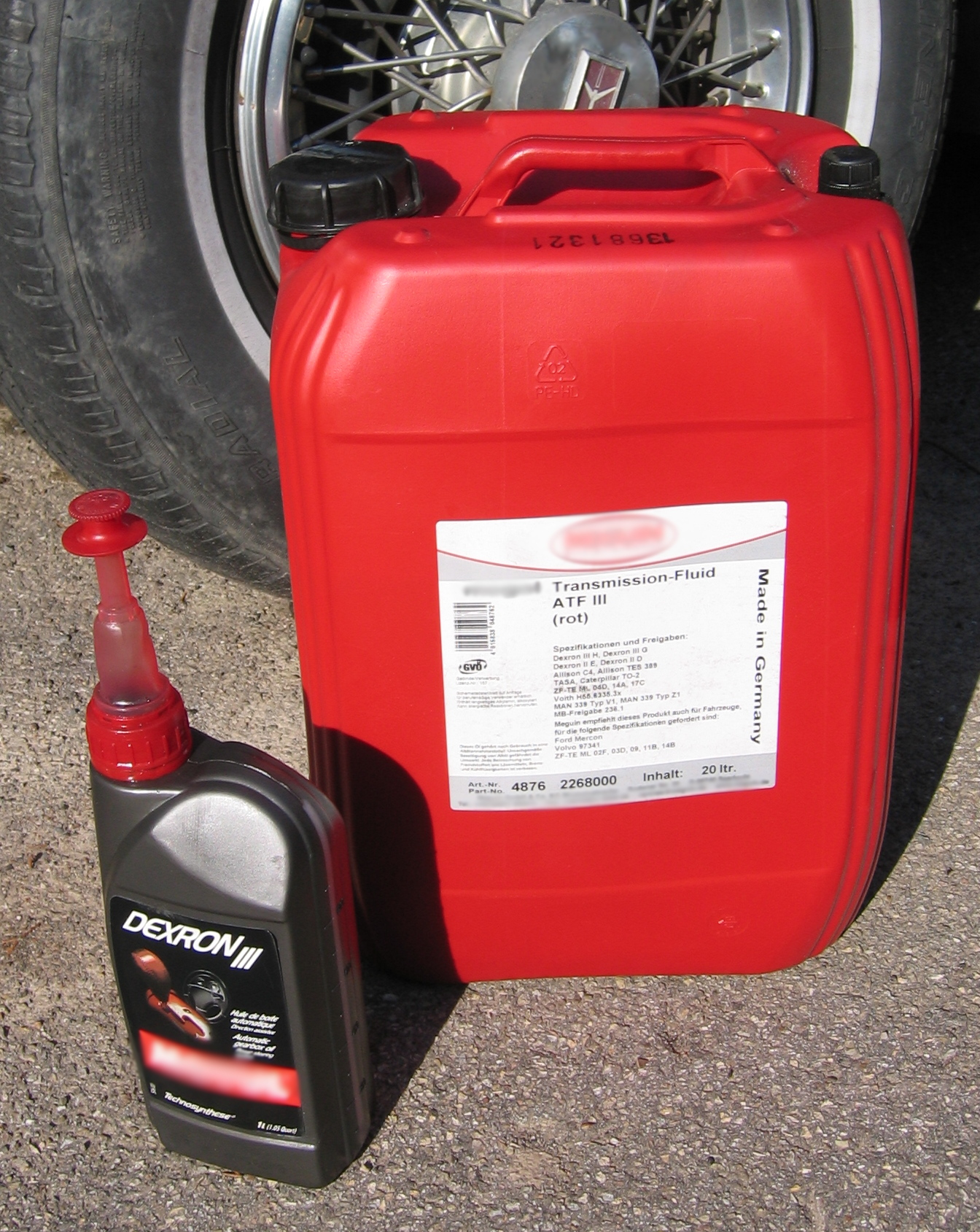
Трансмісійна олива для автоматичних трансмісій (Automatic transmission fluid, ATF)

При підборі рідких мастильних матеріалів для конкретних умов роботи керуються такими характеристиками:
- індекс в'язкості — оцінка зміни в'язкості мастильного матеріалу залежно від зміни температури;
- окиснюваність — оцінка здатності оливи вступати у хімічну реакцію з киснем. Стійкість до окиснювання є показником стабільності тієї чи іншої оливи;
- екстремальний тиск (EP) — міра міцності масляної плівки, використовується для характеристики мастильних матеріалів сильно навантажених поверхонь тертя;
- заїдання (англ. stick-slip)  — оцінка здатності мастильного матеріалу запобігати стрибкам та нестійкому рухові тертьових поверхонь.

За призначенням та областю використання мастильні оливи поділяються на:
- моторні;
- трансмісійні;
- індустріальні;
- гідравлічні.

Термін служби мастильної оливи залежить від швидкості накопичення у ній шкідливих домішок та її старіння. Суть старіння полягає у тому, що в процесі експлуатації відбувається хімічна взаємодія оливи з киснем повітря з утворенням шламу та розчинних кислот. Олива підлягає заміні, якщо виявлене підвищення її кінематичної в'язкості є більшим ніж на 30 %; зростання значення кислотного числа до 3 мг KOH на 1 г оливи; вміст води понад 0,2 %; вміст механічних домішок неабразивного характеру (шлам, домішки пластичних мастил) понад 0,1 %.

## Газуваті мастильні матеріали
Газуваті мастильні матеріали можна поділити на дві групи:
- мастильні гази; цей термін застосовують до таких газуватих матеріалів, як аргон, пара гасу, газуваті галогенисті та сірчисті сполуки (хлорометан і дихлорометан), суміш сірководню із сірковуглецем тощо;
- мастильні аерозолі, які за видом розпиленого мастильного матеріалу, в свою чергу, поділяють ще на дві підгрупи:
  - тумани, тобто аерозолі, у яких дисперсною фазою є рідинний мастильний матеріал,
  - дими, у яких дисперсною фазою є твердий мастильний матеріал.

## Приклади
Мастильні матеріали для газової арматури, (рос. смазочные материалы для газовой арматуры; англ. lubricants for gas fittings, нім. Schmiermittel n pl für die Gasarmatur) — спеціальні мастила, які не повинні розчинятися в рідинних та газоподібних вуглеводнях і застосовуються для змащування та ущільнення деталей, щоб газова арматура була герметичною.